# Мельничук, Виталий Григорьевич
Мельничук Виталий Григорьевич (род. 2 декабря 1953 года, г. Коростень, Житомирской области) — кандидат экономических наук, доцент Национального Университета «Киево-Могилянская Академия». Вице-президент инвестиционной компании «КИНТО». Житомирский городской голова в 1990—1992 гг. Народный депутат Верховной Рады Украины первого созыва от Промышленного округа города Житомира.

## Биография
Родился 2 декабря 1953 года в г. Коростене Житомирской области.

## Образование
Высшее образование получил в Институте народного хозяйства (ныне — Киевский национальный экономический университет им. Вадима Гетьмана. В том же университете учился в аспирантуре и защитил кандидатскую диссертацию.

## Опыт работы
Специалист с экономики, финансов и государственного управления. Прошел все звенья административной и хозяйственной деятельности: главный экономист Житомирского завода «Вибросепаратор», Житомирский городской голова, Народный депутат Украины, руководитель группы советников Премьер-министра Украины, заместитель председателя Счетной палаты Украины, вице-президент Инвестиционной компании.
Имеет практику законодательной работы в сфере финансов, экономики, местного самоуправления, один из соавторов ряда базовых законов Украины: «О местном самоуправлении», «О собственности», «О предпринимательстве», «О предприятиях», «О земле» и других.
Будучи на должности Житомирского городского головы инициировал и реализовал ряд актуальных социально-экономических программ и инициатив, таких как:
- выделение обычным житомирянам земельных наделов под индивидуальную застройку и помощь в строительстве; реальная поддержка кооперативного движения(предпринимательства) города;
- сохранение производственных предприятий и борьба с массовой безработицей;
- разработка принципиально новых концепции и генерального плана развития города.

На должности Руководителя группы советников Премьер-министра Украины успешно координировал «Программу борьбы с гиперинфляцией» в самые сложные для экономики Украины 1993—1994 годы.
Верховной Радой в 1997 году был избран Заместителем Председателя Счетной палаты Украины, где более семи лет занимался финансовым контролем законности, целесообразности и эффективности использования средств Государственного и местных бюджетов Украины.
С 2005 года — вице-президент инвестиционной компании-лидера фондового рынка, занимается практической реализацией на Украине позитивного мирового опыта в сфере накопительного пенсионного обеспечения.

## Государственные ранги и награды
Государственный служащий 1-й категории (с июня 1998 г.), 1-го ранга (с мая 2002 г.).
В 1994—1995 годах — член Таможенно-тарифного Совета Украины.
В 2001—2007 годах — член Межведомственной комиссии по вопросам финансовой безопасности при Совете Национальной безопасности и обороны Украины.
Награжден Почетной Грамотой Верховной Рады Украины «За особые заслуги перед Украинским народом», Грамотой Счетной палаты Украины «За заслуги в организации высшего государственного финансового контроля».

## Трудовая деятельность
1968—1973 — ученик строительного техникума (г. Киев), рабочий строительного управления № 14 треста № 1 Киевпромстроя. Старший техник Института «Укрмонтажоргстрой» Минпромстрой УССР (г. Киев).
1973—1975 — срочная служба в Ракетных войсках стратегического назначения.
1975—1980 — инженер отдела диспетчеризации и АСУ РП Института «Укржилремпроект» (г. Киев).
1980—1987 — инженер-экономист Киевского отделения ЦНИИТУ Минпромприбора СССР. Научный сотрудник Украинского филиала НИИ труда Госкомтруда СССР (г. Киев).
1987—1989 — преподаватель экономики Житомирского филиала КПИ.
1989—1990 — главный экономист Житомирского завода «Вибросепаратор» Министерства судостроительной промышленности СССР.
1990—1992 — Председатель Житомирского горсовета и исполнительного комитета этого Совета (городской голова Житомира).
1990—1994 — Народный депутат Украины первого созыва Верховной Рады Украины — Член Комиссии по вопросам экономической реформы и управления народным хозяйством, Секретарь Контрольной комиссии по вопросам приватизации.
1993—1995 — Руководитель группы советников исполняющего обязанности Премьер-министра Украины, Советник Премьер-министра Украины.
1995—1997 — советник Председателя Верховной Рады Украины, заместитель руководителя Научно-экспертного управления Верховной Рады Украины.
1997—2005 — заместитель Председателя Счетной палаты Украины.
С января 2005 года — Вице-президент Инвестиционной компании «КИНТО».

## Публикации
Инициатор целого ряда законодательных и нормативных актов Украины по вопросам финансов, экономики, самоуправления и социальной защиты, принятых Верховной Радой и Кабинетом Министров Украины. Автор более 70 трудов по вопросам финансов, экономики, социального и пенсионного обеспечения, опубликованных в центральных изданиях, руководитель авторской группы первого национального школьного учебника «Экономика» и другие.

## Общественная деятельность
С 1987 по 1989 год — секретарь секции молодых экономистов Научно-экономического общества и председатель Житомирской секции.
1989—1990 гг. — сопредседатель Гражданского фронта Житомирщины — первой демократической организации области.
1999—2004 гг. — член группы экспертов «Национального Отчета о человеческом развитии» Программы развития ООН на Украине.
С 2001 года — член Правления Ассоциации народных депутатов Украины, член Ревизионной комиссии Ассоциации.
2005—2007 гг. — член группы международных и украинских экспертов Комиссии «Голубая лента» Программы развития ООН на Украине.
С 2007 г. — член Общественного Совета по вопросам инвестиций и инноваций при Госинвестиций Украины и Секции региональной политики Минрегионстроя Украины.

## Семья
Жена — Мельничук Алла Александровна. Дочь Анна и сын Валик Киевский.